# Riserva naturale Monte Faverghera
La riserva naturale Monte Faverghera è un'area naturale protetta della regione Veneto istituita nel 1971.
Occupa una superficie di 14 ha nella provincia di Belluno.
Al suo interno si trova il Giardino botanico delle Alpi Orientali.
Fino al 2010, quest'area, benché geograficamente distinta, era unita alla Riserva naturale Piazza del Diavolo.